# The E.N.D.
The E.N.D. förkortning för The Energy Never Dies är ett musikalbum från 2009 av det amerikanska bandet Black Eyed Peas. Skivan innehåller 16 låtar, bland annat den kända hit-låten "I Gotta Feeling".

## Låtlista
1. Boom Boom Pow
2. Rock That Body
3. Meet Me Halfway
4. Imma Be
5. I Gotta Feeling
6. Alive
7. Missing You
8. Ring-a-Ling
9. Party At All the Time
10. Out of My Head
11. Electric City
12. Showdown
13. Now Generation
14. One Tribe
15. Rocking to the Beat
16. Mare